# Grania variochaeta
Grania variochaeta är en ringmaskart som beskrevs av Erséus och Lasserre 1976. Grania variochaeta ingår i släktet Grania och familjen småringmaskar. Arten är reproducerande i Sverige. Inga underarter finns listade i Catalogue of Life.